# 十神山城
十神山城（とかみやまじょう）は、島根県安来市新十神町にあった日本の城。

## 概要
十神山城は、松田氏により築かれた平山城。応仁の乱で松田氏が追われてからは尼子氏の支配する所となり、中海の水運を抑える要衝として尼子十砦の一つに数えられ重要視された。

## 構造
中海に突き出した半島状独立峰上に築かれており、頂上の主郭に加え周囲に延びる尾根及び尾根続きの峰上に複数の郭が設けられているが、いずれも削平は甘く規模も小さい。唯一南方に開く谷を囲む両尾根沿いには山頂の本丸付近まで郭が続く比較的堅固な構造となっており、この谷筋付近に居館の存在が想定される。

## 沿革
- 室町時代、松田氏により築城された。
- 応仁2年（1468年）、山名氏に組した松田備後守が拠り尼子清定に抗したが、尼子氏に攻められ落城した。
- 永禄9年（1566年）、児玉就忠の率いる毛利氏方の水軍に攻められ落城した。
- 永禄12年（1569年）、兵を挙げた尼子氏残党が拠る所となる。
- 元亀元年（1570年）、布部山の戦いで尼子勢が大敗を喫し、諸城と共に十神山城も開城した。